# Вестпорт-Айленд (Мен)
Вестпорт-Айленд (англ. Westport Island) — місто (англ. town) в США, в окрузі Лінкольн штату Мен. Населення — 719 осіб (2020).

## Демографія
Згідно з переписом 2010 року, у місті мешкало 718 осіб у 329 домогосподарствах у складі 227 родин. Було 535 помешкань
Расовий склад населення:
| - 97,8 % — білих - 0,3 % — корінних американців - 0,3 % — азіатів - 0,1 % — чорних або афроамериканців |

До двох чи більше рас належало 1,1 %. Частка іспаномовних становила 1,0 % від усіх жителів.
За віковим діапазоном населення розподілялося таким чином: 15,2 % — особи молодші 18 років, 60,8 % — особи у віці 18—64 років, 24,0 % — особи у віці 65 років та старші. Медіана віку мешканця становила 52,0 року. На 100 осіб жіночої статі у місті припадало 99,4 чоловіків;  на 100 жінок у віці від 18 років та старших — 93,9 чоловіків також старших 18 років.
Середній дохід на одне домашнє господарство  становив 94 216 доларів США (медіана — 68 125), а середній дохід на одну сім'ю — 92 511 долар (медіана — 73 125). Медіана доходів становила 51 818 доларів для чоловіків та 42 417 доларів для жінок. За межею бідності перебувало 4,7 % осіб, у тому числі 3,0 % дітей у віці до 18 років та 5,4 % осіб у віці 65 років та старших.
Цивільне працевлаштоване населення становило 329 осіб. Основні галузі зайнятості: освіта, охорона здоров'я та соціальна допомога — 23,7 %, будівництво — 11,2 %, виробництво — 9,7 %, науковці, спеціалісти, менеджери — 9,1 %.